# La tavola imbandita
La tavola imbandita (titolo originale La desserte) è un dipinto a olio su tela (100x131 cm) realizzato nel 1896-1897 da Henri Matisse.

## Storia
Esso risale ad un periodo della vita dell'artista in cui più forte è l'influenza dell'impressionismo, con rimandi al realismo e all'arte giapponese. È un genere di pittura che Matisse stesso definisce alcuni anni dopo "insoddisfacente". Tuttavia contava molto su quest'opera, esposta al Salon de la Société Nationale des Beaux Arts, per guadagnarsi una certa fama.

## Descrizione
La tavola imbandita raffigura una scena di vita quotidiana: una donna, forse una domestica, che termina di preparare la tavola per il pranzo. La rappresentazione di questo tipo di scena era molto diffuso, basti pensare a La colazione dei canottieri, ed era un tema già caro a Matisse nel suo primo decennio di pittore. A questo proposito, ricordiamo tra le sue opere Donna che legge (1894) e La domestica bretone (1896). In particolare la scena a cui Matisse si è ispirato per quest'opera è La preghiera di ringraziamento di Chardin' (1740). La stessa scena verrà ripresa dieci anni dopo con sostanziali cambiamenti dovuti alla crescente passione per il colore (La stanza rossa (Armonia in rosso), 1908).

### La natura morta
Ad un primo sguardo, balza subito all'occhio la ricca tavola che occupa buona parte dell'opera tagliandola in senso diagonale; in questa ripartizione geometrica alcuni critici hanno visto una reminiscenza di arte classica. Ciò che colpisce della tavola è la ricchezza di oggetti che vi si trovano nonché il loro dettaglio. Moreau, accusato di troppa indulgenza verso il suo allievo così commenta l'opera, e la tavola in particolare: “Lasciala così com'è: le caraffe sono bene equilibrate sulla tavola; potrei quasi appendere il mio cappello su quei tappi. Questa è la cosa più importante.”
La tavola e ciò che vi si trova sono raffrontabili alle altre nature morte dipinte da Matisse (ricordiamo che la sua prima opera fu Natura morta con libri del 1890), quali Prima natura morta arancione (1899) e Natura morta con arance (1899). Ne La stanza rossa invece il ricco assortimento di bottiglie e bicchieri è sparito, la tavola e i suoi oggetti cedono il posto alle pareti dal colore acceso.

### La figura femminile
Nel dipinto la donna occupa una parte rilevante dello spazio e viene rappresentata nell'atto di sistemare i fiori ornamentali sulla tavola. La figura femminile è costante nei quadri di Matisse, ma il riferimento resta l'elaborazione formale del tema nel quadro del 1908: qui la figura femminile è ridotta a poco più di uno schizzo e prende una parte più ridotta del dipinto. Ne La domestica bretone la serva è posizionata sul margine sinistro e il suo vestito pare pensato per confonderla con la tavola e il rosato delle pareti, onde concentrare l'attenzione sulla tavola al centro. Precedenti rappresentazioni di scene quotidiane vedono figure femminili più in luce, oppure miste alle altre persone in scene di gruppo.

## Tecnica
Sulla tovaglia i piattini, le caraffe e i bicchieri di cristallo, disposti in file ordinate, creano una natura morta realizzata dal pittore con grande abilità tecnica. Ma la grandezza dell'artista si rivela nel colore della tovaglia, luminoso ma al tempo stesso riccamente sfumato, nell'intensità delle pennellate e nella tonalità di ombre studiate con grande attenzione. E si rivela anche nella maniera “modernista” (alla Degas) di rappresentare la scena come se la si stesse vedendo dall'alto, secondo lo stile Giapponese.
La resa della profondità della stanza è opera delle pareti: esse sono in netto contrasto con la tavola e con differenti piani di illuminazione lasciano intuire la grandezza della sala.
La luce proviene dalla finestra visibile sul fondo della sala, ma seguendo le ombre delle bottiglie più scure possiamo ipotizzare una seconda finestra all'incirca alle spalle della donna; artificio questo che permette una illuminazione più uniforme (anche se scarsa in quanto totalmente affidata alla luce solare) della tavola senza togliere realismo alla scena.